# Davy Gysbrechts
Davy Gysbrechts est un footballeur belge, né le 20 septembre 1972 à Heusden (Belgique).
Il a évolué comme arrière central au FC Malines et au KSC Lokeren avant de s'expatrier au Sheffield United FC où il termine sa carrière professionnelle.